# جون رامزي (مذيع)
جون رامزي (بالإنجليزية: John Ramsey)‏ هو مذيع ‏ أمريكي، ولد في 26 يوليو 1927، وتوفي في 25 يناير 1990.